# 万代 (马恩省)
万代（法語：Vindey，法語發音：[vɛ̃dɛ]）是法国马恩省的一个市镇，位于该省西南部，属于埃佩尔奈区。

## 地理
万代（48°41'56"N, 3°42'38"E）面积7.94 平方千米，位于法国大東部大區马恩省，该省份为法国东北部内陆省份，北起阿登省，西北接埃纳省，西南接塞纳-马恩省，南至奥布省，东南接上马恩省，东临默兹省。
与万代接壤的市镇（或旧市镇、城区）包括：塞扎讷、希谢、勒梅圣埃普安、默尔-韦尔代、索杜瓦。

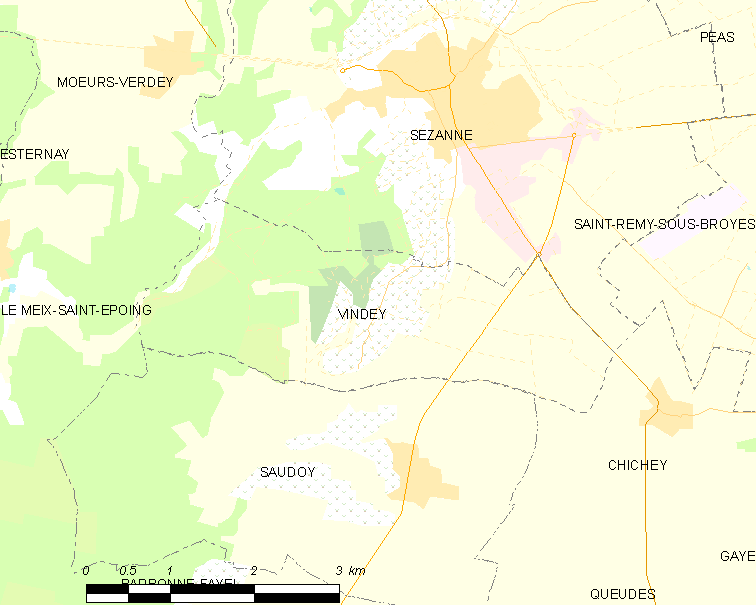
的OSM定位图

万代的时区为UTC+01:00、UTC+02:00（夏令时）。

## 行政
万代的邮政编码为51120，INSEE市镇编码为51645。

## 政治
万代所属的省级选区为塞扎讷-布里-香槟县。

## 人口

1962-2008年间人口变化图示

万代于2022年1月1日时的人口数量为106人。